# Hendrick Goudt

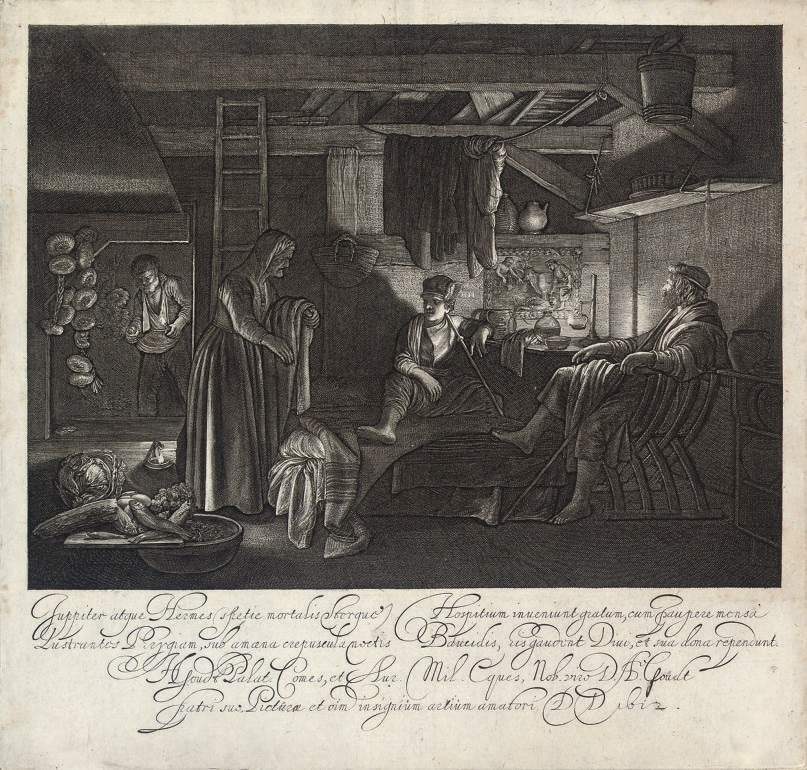
Hendrick Goudt, Jupiter en Mercurius, 1613, prent

Hendrick Goudt (Den Haag 1583 - Utrecht 1648) was een Nederlands schilder, tekenaar en graveur uit de 17de eeuw.
Goudt werd geboren als buitenechtelijk kind van Arend Goudt en Anneken Cool. Pas in het jaar 1604, toen Hendrick 20 jaar oud was, werd het huwelijk tussen zijn ouders gesloten en werd hij de wettige zoon van het echtpaar. De moeder van Hendrick leed aan verschillende psychische stoornissen die hem in zijn latere leven ook zouden treffen. 
Hendrick Goudt werkte in verschillende ateliers in Den Haag, waaronder die van Simon Frisius, Jacques van Gheyn de oudere en Hendrick Goltzius. Van de laatste gebruikte hij vaak figuren voor zijn gravures en tekeningen. Naast het graveren van figuren was hij ook bekwaam in het kalligraferen van teksten. Onder vele prenten van zijn hand gaf hij een beschrijving in uitbundige kalligrafie.
Het werk dat Goudt voor 1608 maakte is nagenoeg onbekend, men weet echter wel dat hij voor deze datum werken heeft gemaakt.
Hendrick Goudt werkte met Adam Elsheimer in Rome, tot diens dood in 1610.  Na het overlijden van Elsheimer keerde Hendrick Goudt terug naar Nederland. Samen met zijn vader Arendt Goudt ging hij in Utrecht wonen, waar hij een perceel aan de noordzijde van het Janskerkhof kocht.
Rond 1624 werd Hendrick Goudt geestesziek en onder curatele van zijn vader geplaatst. Arendt Goudt overleed in 1628. Na het overlijden van Arendt Goudt verhuisde Hendrick Goudt naar de Oudegracht.
Hendrick Goudt overleed in 1648, wonende aan de Oudegracht “omtrent de St. Jacobsbrug”.

## Voetnoten
1. ↑  P.T.A. Swillens, Hendrik Goudt. Maandblad van Oud-Utrecht (jaargang 19 uit 1946, pagina 84-88 (1946). Gearchiveerd op 15 mei 2023. Geraadpleegd op 15 mei 2023 – via Utrecht University Repository (uu.nl).
2. ↑  Janskerkhof 18 - Huizen aan het Janskerkhof. Gearchiveerd op 16 oktober 2022.

- Auckland Art Gallery Toi o Tāmaki: 2604
- Art Gallery of South Australia: 3694
- Biblioteca Nacional de España: XX1545250
- Bibliothèque nationale de France: cb14974940d (data)
- Biografisch Portaal: 09169976
- Digitale Bibliotheek voor de Nederlandse Letteren: goud039
- Gemeinsame Normdatei: 122806670
- International Standard Name Identifier: 0000 0001 1654 6110
- KulturNav: 57c8be29-4114-411f-a484-859cf857dad0
- Library of Congress Control Number: nb2001007549
- National Gallery of Victoria: 5080
- Nationale Bibliotheek van Israël: 987007431305305171
- Nederlandse Thesaurus van Auteursnamen: 119518279
- RKD-Nederlands Instituut voor Kunstgeschiedenis: 33000
- SNAC: w6zd00k8
- Museum of New Zealand Te Papa Tongarewa: 908
- Union List of Artist Names: 500115705
- Virtual International Authority File: 61046811
- WorldCat: E39PBJxmGwgGJV7rkBYkybXfMP